# 日本航海学会
公益社団法人日本航海学会（にほんこうかいがっかい、英: Japan Institute of Navigation）は、航海（船舶のほか、陸・海・空・宇宙の移動体の運用を含む。以下同じ。）に関する学術分野を取り扱っている学会である。略称は JIN。
日本学術会議協力学術研究団体。事務局を東京海洋大学越中島キャンパスに置いている。

## 概要
1948年（昭和23年）に設立された。
会員数は、正会員706名、学生会員82名、賛助会員39社（者）（2017年1月末現在）
である。
日本航海学会は、日本船舶海洋工学会、マリンエンジニアリング学会とともに海事3学会
の1つで、イベントなどの参加費等の会員待遇などに関し、相互に会員に準ずるような設定等がある場合などがある。

## 機関誌
定期的に「Navigation」を発行し、会員に送付している。変遷：日本航海学会雑録1954年9月創刊～1956年8月5号、「航海」1957年3月5号～1992年12月114号、「Navigation」1993年3月115号～

## 論文集
定期的に論文集を発行している。変遷：1949年9月1号～1971年12月46号「日本航海学会誌」、1972年8月47号～2016年12月135号「日本航海学会論文集」ここまで冊子体。以降は電子版。また、日本航海学会講演予稿集 2013年10月1号～、Transactions of Navigation 2016年5月～も発行している。

## 用語集
航海用語集を編纂、提供している。

## 講演会
春と秋に、講演会を実施している。

## シンポジウム等
学会本体または所属研究会等がシンポジウム等を開催している。

## 歴代会長
1. 井関貢（1948年xx月 - xx年xx月）[2]

## 研究会
出典：
- 航法システム研究会
- シーマンシップ研究会
- 海上交通工学研究会
- 海洋工学研究会
- 航空宇宙研究会
- 海上交通法規研究会
- 操船シミュレータ研究会
- GPS/GNSS研究会
- 内航海運研究会